# 圣米歇尔德拉内斯
圣米歇尔德拉内斯（法語：Saint-Michel-de-Lanès，法語發音：[sɛ̃ miʃɛl də lanɛs] ⓘ）是法国奥德省的一个市镇，位于该省西北部，属于卡尔卡松区。

## 地理
圣米歇尔德拉内斯（43°19'29"N, 1°45'30"E）面积13.03 平方千米，位于法国奧克西塔尼大區奥德省，该省份为法国南部沿海省份，北起塔恩省，西北接上加龙省，西接阿列日省，南至东比利牛斯省，东临地中海，东北与埃罗省接壤。
与圣米歇尔德拉内斯接壤的市镇（或旧市镇、城区）包括：贝尔夫卢、古尔维埃耶、马尔坎、埃尔斯河畔萨勒、阿维尼奥内洛拉盖、博特维尔、凯尼亚克、拉加尔德。

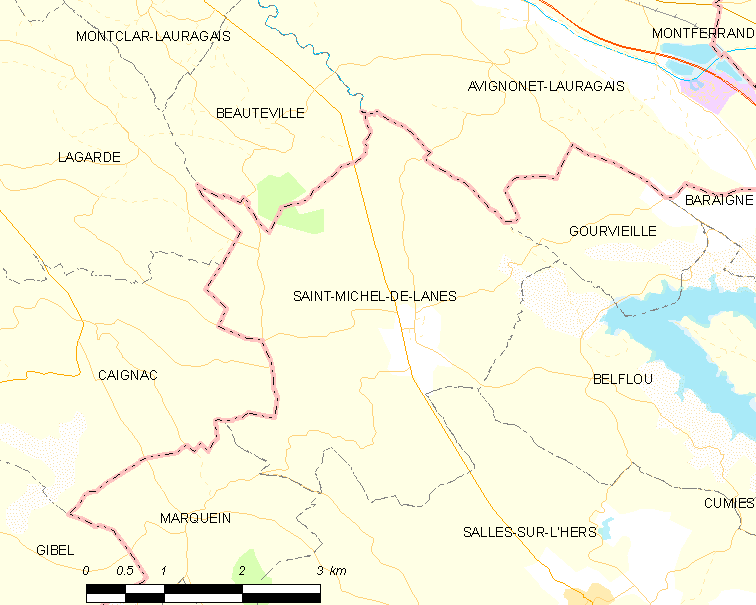
圣米歇尔德拉内斯的OSM定位图

圣米歇尔德拉内斯的时区为UTC+01:00、UTC+02:00（夏令时）。

## 行政
圣米歇尔德拉内斯的邮政编码为11410，INSEE市镇编码为11359。

## 政治
圣米歇尔德拉内斯所属的省级选区为拉皮耶日欧拉泽斯县。

## 人口

1962-2008年间圣米歇尔德拉内斯人口变化图示

圣米歇尔德拉内斯于2022年1月1日时的人口数量为487人。